# Dacia 1310
Dacia 1310 este un autoturism de familie fabricat de compania Dacia între anii 1979 și 2004, fiind lansat ca succesor al modelului Dacia 1300. Împreună cu aceasta, a fost produsă în număr de 2.278.691 de unități, ultima berlină fiind fabricată la data de 21 iulie 2004, iar ultima camionetă Dacia pick-up în decembrie 2006. În același an a fost lansat succesorul ei, modelul Dacia Logan. 
A fost produsă, la fel ca și Dacia 1300, în două variante de caroserie, berlină și break, fiind derivată de asemenea în versiuni cu hayon (Dacia 1320 și Dacia 1325 Liberta, produse între 1988 și 1996), camionetă (gama Dacia Pick-Up, produsă între 1975 și 2006), respectiv coupé (versiunea Sport, produsă între 1981 și 1992). Și este prima mașină din România

## Prima generație (1979–1984)

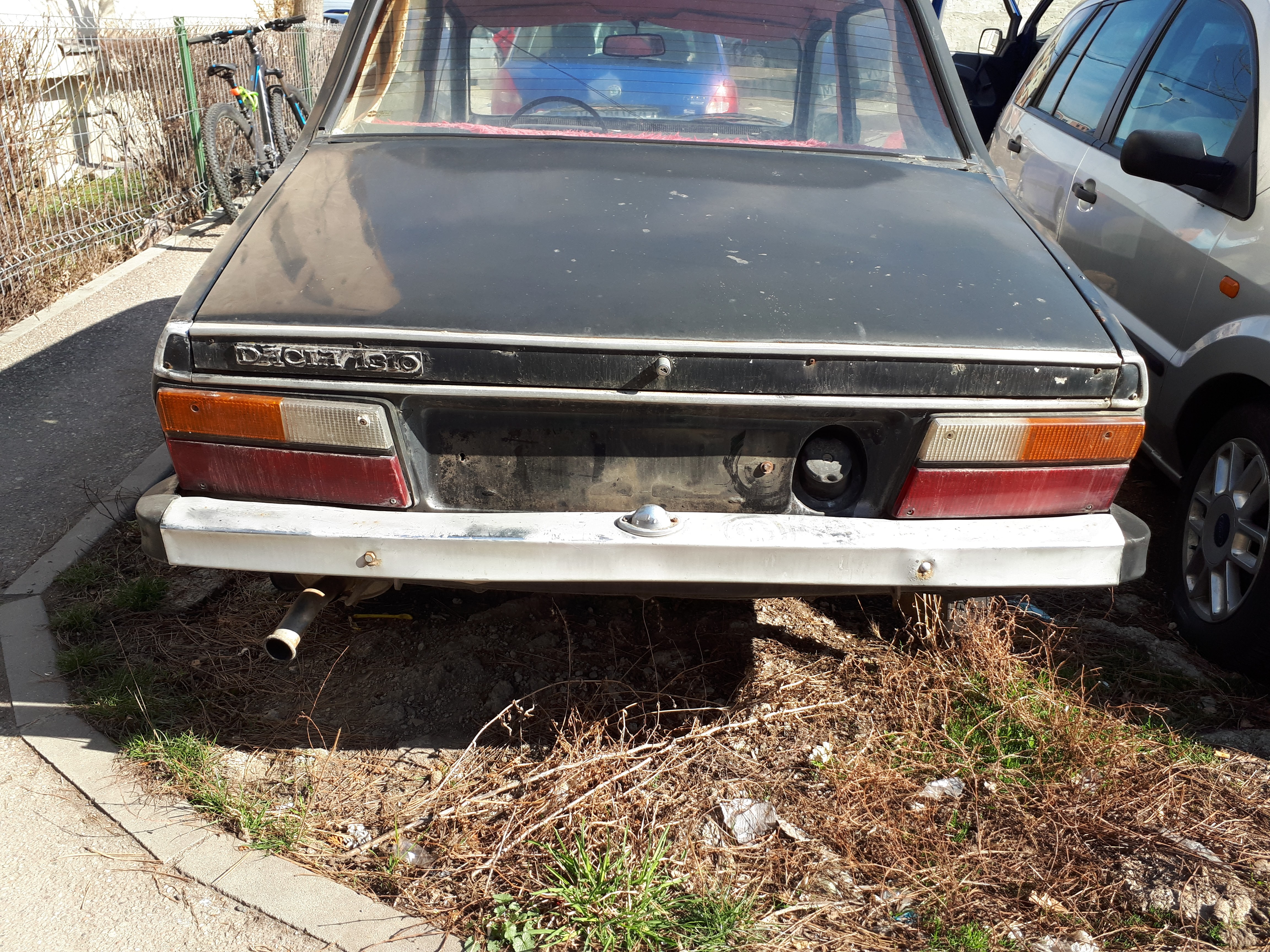
Dacia 1310 1979-1984 spate

După expirarea licenței de fabricare a modelului Dacia 1300 (ce avea la bază modelul Renault 12) în anul 1978, are loc prima restilizare majoră, iar noul model este redenumit Dacia 1310. Aceasta a fost prezentată în premieră în toamna anului 1979 la Expoziția Realizărilor Economiei Naționale (EREN), desfășurată în București, fiind desemnat ca "modelul 1980".
Acesta aducea modificări atât la exterior cât și la interior. Partea din față a modelului era complet redesenată, iar aceasta avea acum o mască cu o nouă formă, patru faruri rotunde și parașocuri mai înalte ce înglobau luminilie de semnalizare. La partea din spate, cele două lămpi reuneau acum într-un singur bloc luminile pentru poziție, semnalizare, frână și mers înapoi, iar portbagajului i-au fost adăugate câteva ornamente restilizate.
Modelul dispunea de aparat radio, lunetă cu dezaburire, spălător electric de parbriz, frâne cu dublu circuit (servofrână pe anumite modele), oglindă exterioară și pe partea dreaptă (pe anumite modele) și scaune cu tetiere, iar spațiul pentru pasagerii din spate era mărit cu 8 cm.
La nivel tehnic modelul prezenta de asemenea o serie de îmbunătățiri, precum un electroventilator, acționat printr-un releu termic, un economizor, precum și o priză pentru aer cald a filtrului. Raportul de compresie al motorului a fost modificat de la 8,5:1 la 9:1, ceea ce împreună cu celelalte îmbunătățiri a dus la o creștere a puterii motorului și la o scădere la consumului de combustibil. Motorul de 1.289 cm³ avea o puterea maximă de 56 de cai putere (față de 55,2) la 5.250 rpm, iar cuplul maxim era de 94 de Nm la 3.500 rpm. Acest model prezenta peste 56 de îmbunătățiri și era privit ca un model de tranziție spre mașina de oraș de concepție exclusiv românească, ce urma să fie lansată trei ani mai târziu.

### Sport

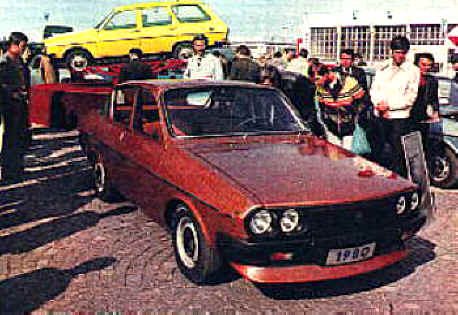
Dacia Brașovia, prototipul ce a precedat Dacia 1410 Sport

În prima jumătate a anului 1983 a fost pus în vânzare modelul coupé 1410 Sport, prezentat în premieră tot în anul 1979 la EREN și aflat în producție încă din anul 1981. Acesta a fost realizat la Dacia service Brașov, fiind expus inițial sub denumirea de Brașovia. Ampatamentul și lungimea modelului erau cu circa 200 mm mai scurte, înălțimea era mai mică cu circa 135 mm, însă volumul portbagajului a rămas neschimbat. Motorul cu care era echipat modelul era de 1.397 cm³ (alezaj x cursă: 76x77 mm) și producea o putere maximă de 65 de cai putere la 5.250 rpm, un spor obținut prin modificarea alezajului motorului (de la 73 la 76 mm), modificarea raportului de compresie (la 9,8:1) și echiparea cu un nou carburator. Reducerea înălțimii suspensiei spate i-au coborât centrul de greutate, însă se consideră că i-au afectat negativ stabilitatea în mers.
Consumul obținut la o viteză medie de 80 km/h era de 7,0 litri la suta de kilometri, timpul de demarare de la 0 la 100 km/h era de 16,2 secunde, iar viteza maximă era de circa 152-154 km/h.

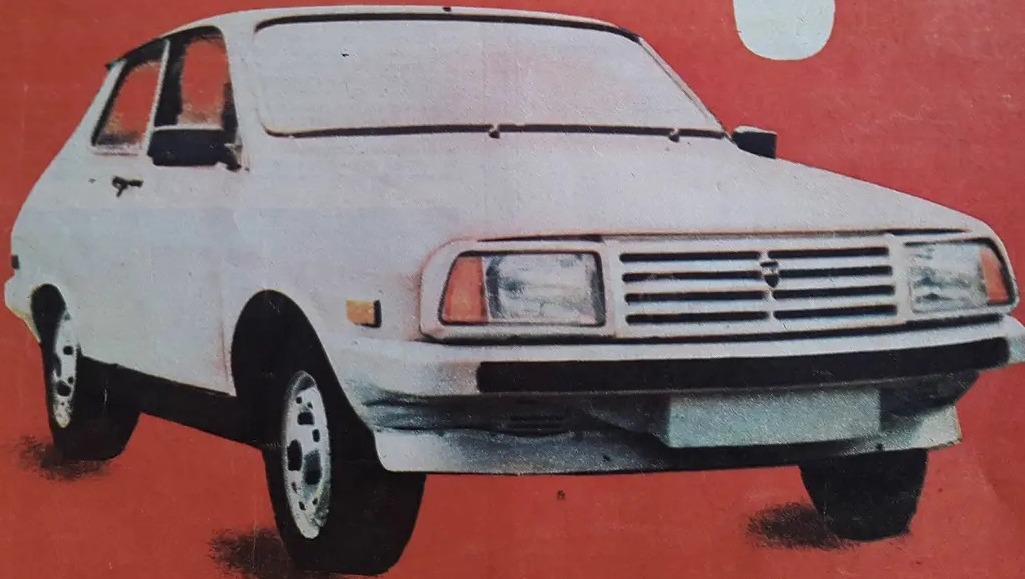

În anul 1987, a fost produsă o serie limitată a modelului Dacia 1410 Sport, distinctivă prin echiparea cu faruri provenite de la modelul Oltcit. Conform informațiilor disponibile, toate exemplarele au fost finisate în culori metalizate, precum bej metalizat sau albastru metalizat. Mânerele ușilor au fost, de asemenea, preluate de la Oltcit, iar designul caroseriei se remarca prin prezența unui eleron special, integrat atât în zona plafonului, cât și a portbagajului. Această variantă s-a produs într-un număr extrem de redus de unități.

### Diesel
Între anii 1980 și 1984 au fost realizate mai multe teste pentru echiparea cu motoare Diesel, însă acestea nu au intrat niciodată în producția de serie. A fost primul autoturism de pasageri românesc dotat cu motor Diesel, fiind prezentat oficial în octombrie 1983, la Târgul Internațional București, organizat la Romexpo.
Destinată exclusiv exportului, producția modelului a fost limitată la aproximativ 800 de unități, din cauza unor probleme tehnice. Toate exemplarele fabricate au fost exportate în Brazilia.
Dacia 1310 TDE era echipată cu un motor turbo-diesel de 1,6 litri, capabil să dezvolte 52 CP și un cuplu maxim de 90 Nm, suficient pentru a atinge o viteză maximă de 130 km/h. Datorită transmisiei manuale cu cinci trepte, automobilul obținea un consum mediu de 6,7 l/100 km în regim urban și 5,8 l/100 km în regim extraurban. Acronimul TDE provine de la „Turbo Diesel Economic”, indicând faptul că motorul turbo-diesel era lipsit de intercooler, ceea ce conducea la riscul de supraîncălzire în condiții de trafic intens, cu potențiale consecințe grave asupra fiabilității. Printre caracteristicile distinctive ale modelului se numără:
- vopsea specială în culorile exclusive Vișiniu 28 și Bleumarin 16;
- jante Michelin echipate cu anvelope Victoria;
- grupuri optice Lucas montate pe aripioarele frontale și posterioare;
- bandă decorativă neagră aplicată pe portiere;
- ornamente cromate la praguri, preluate de la modelul 1300;
- bară față din plastic cu prelungire;
- capotă și aripi față cu elemente ornamentale negre;
- rezervor de combustibil cu o capacitate de 60 de litri;
- scaune dotate cu tetiere;
- radio-casetofon Lira cu două difuzoare montate în uși.

## A doua generație (1984–1991)

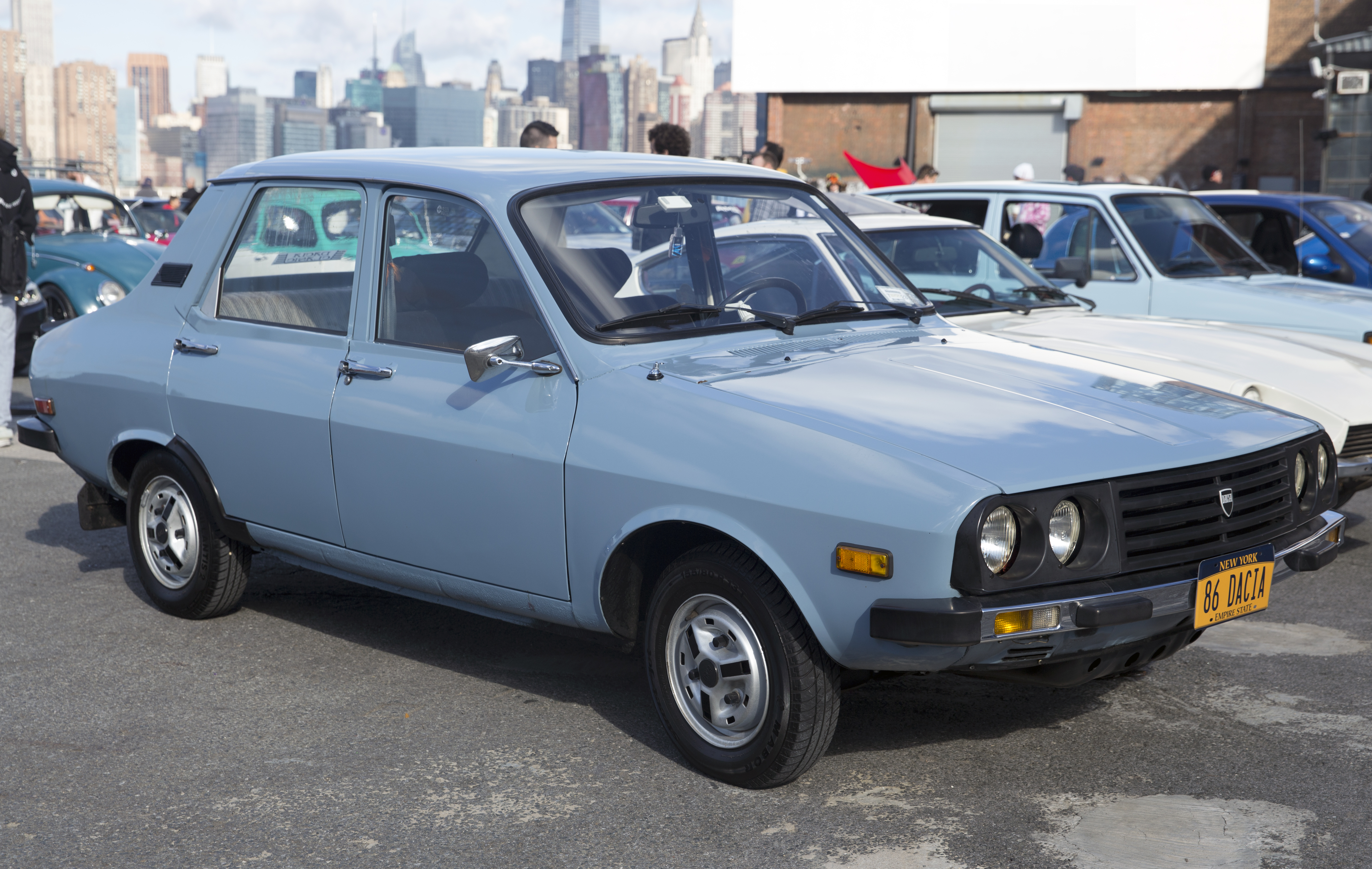
Dacia 1310 TLX din 1986

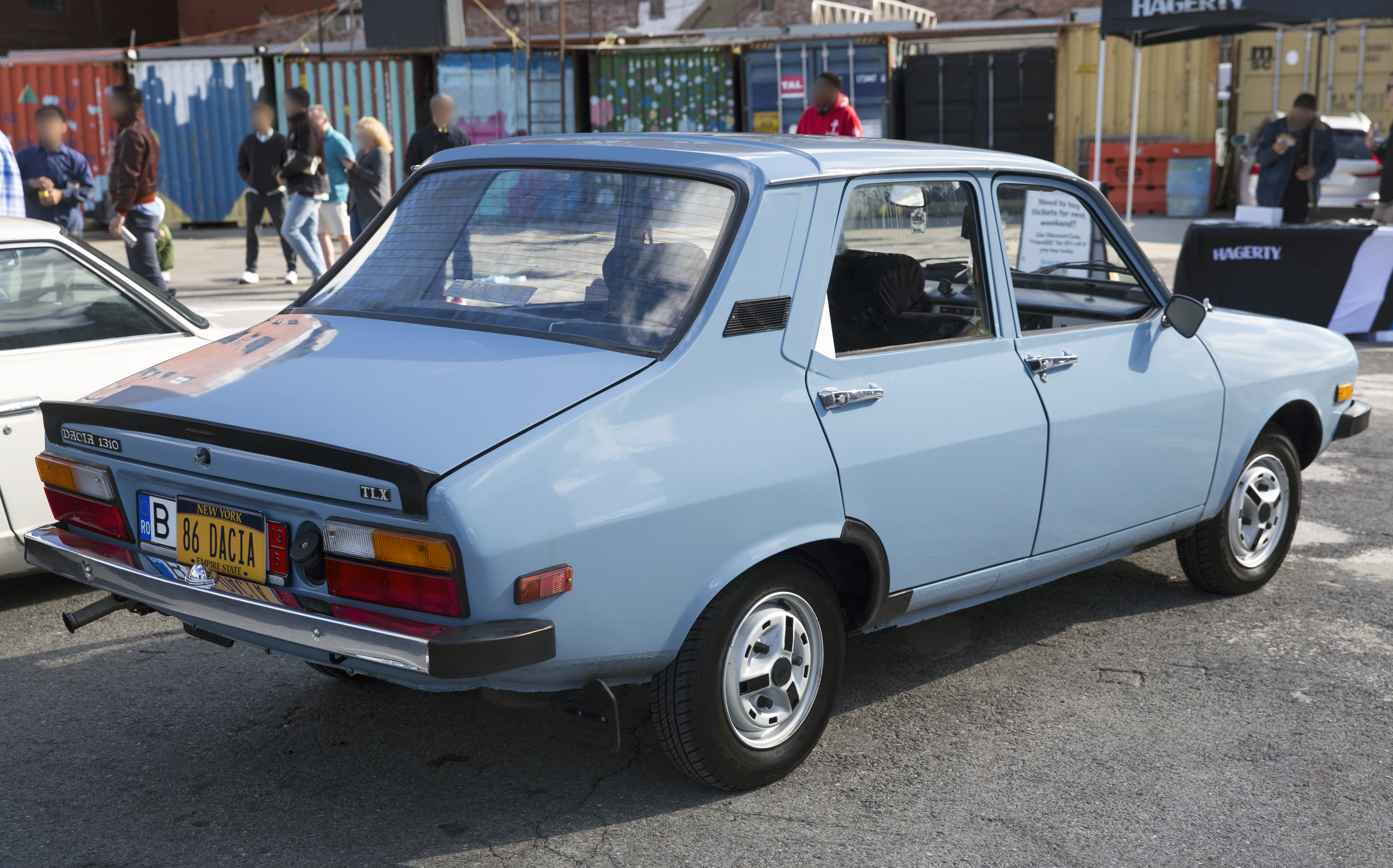
Spate

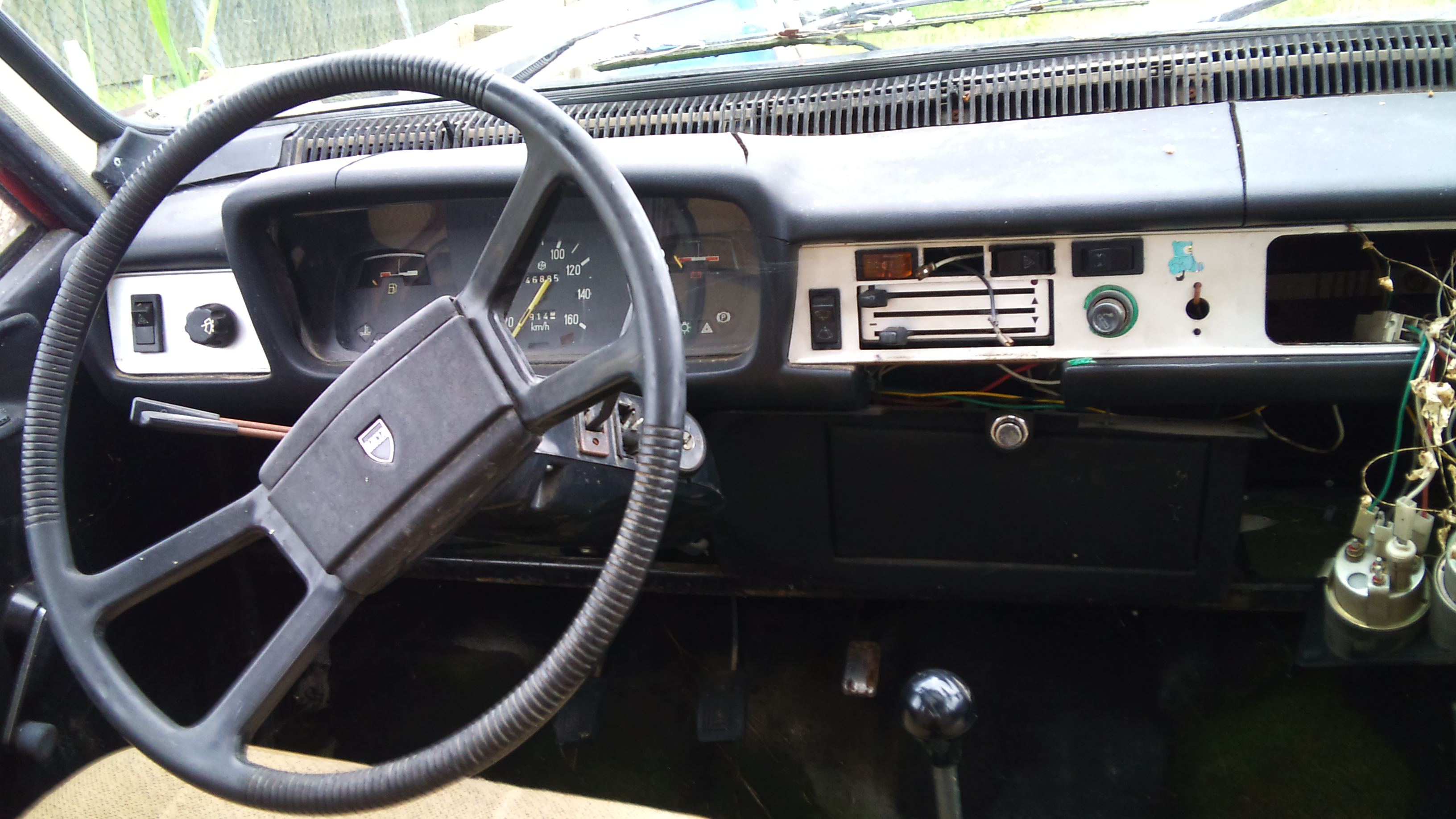
Interior

La Târgul Internațional București (TIB) din octombrie 1983 a fost prezentat autoturismul Dacia "model 1984". Acesta era echipată cu un motor de 1.400 cm³, cu putere maximă de 64 de cai putere la 5.000 rpm și cuplu maxim sporit, de 103 Nm la 3.000 rpm, preluat de la Dacia Sport. A existat și într-o variantă detarată de 57 CP. Consumul de carburant era de 6,1-6,4 litri la suta de kilometri, la o viteză constantă de 90 km/h. Uneori aceasta era numită  și dacia 1410, denumire utilizată mai rar, de menționat că inclusiv variantele de 1200, 1400 si 1600 cm³, tot Dacia 1310 se numeau. In anul 1985 este lansata si cutia in 5 trepte.
La nivel estetic se remarcau câteva noi modificări ale caroseriei: spoiler, eleron pe capota spate, mască plonjantă, ornamente faruri restilizate etc. Acest model avea două variante: TL și TLE, prima fiind echipată cu o cutie de viteze cu patru trepte, iar cea de-a doua cu cinci trepte. Se menționează însă că modelul TLE era destinat aproape în exclusivitate pentru export. Modelul TL era echipat cu radio, în timp ce modelul TLE cu radiocasetofon, iar tabloul de bord avea integrate indicatoare pentru temperatura apei și presiunea uleiului.
Pentru modelul 1985 al autoturismului a fost prezentat în premieră un motor de 1.575 cm³, asociat cu o cutie de viteze cu cinci trepte, ax cu came în chiulasă,cu o putere maximă de 80 de cai putere la 5.000 rpm și un cuplu maxim de 133 Nm la 3.000 rpm (acest motor însă, ca și modele Diesel, nu a ajuns să echipeze niciodata modelul berlină în producția de serie). Planșa de bord era acum complet reproiectată, cu kilometraj cu "jurnalier", butoane pentru reglarea poziției farurilor și temporizarea funcționării ștergătoarelor, martor pentru nivelul lichidului de frână, radiocasetofon etc. Restilizate erau și panourile ușilor (în care s-au montat boxele casetofonului), scaunele și tetierele. Modelul dispunea acum de centuri de siguranță și pentru locurile din spate.
Din anul 1985 modelul break putea fi cumpărat și de către persoanele particulare. Gama de modele era alcătuită acum din opt variante: MS, MLS, S, TL, TX, TLX și TLE. Modelul berlină standard dispunea de motorul 1.289 cm³, cutie de viteze cu patru trepte, jante 155 R13 cu anvelope 155-13 TT, grilă și portfaruri verticale, ornament capotă spate, mânere portiere cromate cu butoane și yale încorporate, oglindă exterioară stânga, planșă și tablou de bord cu jurnalier, motoventilator de climatizare cu o viteză, volan cu două spițe, mânere de viraj, spălător de parbriz acționat electric, martor frână de mână, faruri rotunde și lămpi față poziție și semnalizare montate pe bară. Modelul MS avea următoarele deosebiri: grilă și portfaruri înclinate, eleron capotă spate, volan cu patru spițe, lunetă cu încălzire, lămpi poziție laterale față-spate, temporizator ștergătoare de parbriz. Modelul MLS avea următoarele deosebiri: circuit dublu de frânare, indicator nivel lichid de frână, jante restilizate, spoiler față din masă plastică, rezemător de cap scaune față, indicatoare presiune ulei și temperatură apă. Modelul S avea, printre altele, următoarele deosebiri: radiator răcire fixat în trei puncte, protector oglindă, lămpi interioare laterale cu trei poziții, comandă reglaj faruri din interior. Modelul TL avea următoarele deosebiri: anvelope 155-13 TM, motoventilator de climatizare cu două viteze. Modelul de top TLE avea următoarele deosebiri: motorul de 1.397 cm³, cutie de viteze cu cinci trepte, filtru decantor de benzină, servomecanism de frânare, scut motor din țeavă, mânere portiere cromate cu negru cu yale separate, blocare suplimentară uși spate, rezervor combustibil vertical, manetă cutie de viteze restilizată, scaune restilizate, covor portbagaj din mochetă, cutii pentru obiecte uși față, lămpi iluminare laterală placă număr.

### Dacia 1210
Modelul 1210 era echipat cu un motor de 1.185 cm³ (alezaj x cursă: 70x77 mm), cu o putere maximă de 48 de cai putere la 5.300 rpm, cuplu maxim 80 Nm la 3.000 rpm și raport de compresie 8,5:1. Acest motor a fost derivat din cel de 1289 cmc prin reducerea diametrului camerei de ardere de la 73 mm în cazul motorului de 1289 cmc la 70 mm. Blocul motor și chiulasa și restul motorului erau identice cu cel de 1289 cmc. Au fost fabricate puține exemplare din cauza vânzărilor mici, atât în România cât și la export, fiind preferat motorul mai mare, iar lansarea motorului de 1397 cmc în anul 1984, cuplat cu o cutie de viteze în 5 trepte începând cu prima parte a anului 1985,a dus la scăderea și mai mare a interesului pentru 1210 și implicit retragerea acestui model de pe piață.
A fost lansat la sfârșitul anului 1983, ca o variantă economică a modelului 1310, și au fost mai mult exportate. Deoarece puterea motorului era prea mică, acest motor nu putea face față caroseriei, iar consumul nu era cu mult mai mic decât al motorului de 1289 cmc și 54 respectiv 56 cp (Dacia 1310). 
Producția modelului a încetat undeva la începutul anului 1985, fiind produse puține exemplare. Prin urmare, majoritatea sunt fabricate în anul 1984, cu toate acestea, numărul automobilelor fabricate cu acest motor nu depășește circa 350 exemplare. Deoarece blocul motor era comun cu al motorului de 1289 cmc, mulți proprietari de 1210 au mărit capacitatea motorului schimbând doar setul motor (pistoane, cămăși cilindrii și segmentii). Se obținea un motor mai performant astfel. Seturi motor pentru varianta 1210 se pare că nu s-au produs ca piese de schimb, astfel probabil proprietarii s-au văzut și nevoiți să facă acest lucru. După anul 1985, deși se renunțase la acest motor mic, au continuat să existe insigne si plăci de tip Dacia 1210, deși acestea erau echipate cu motoare de 1289 cmc. Probabil se punea pe mașini ce exista în stoc depozit. Multe Dacia 1210 aveau capacul de rezervor pe partea stângă sub grila de aerisire și un rezervor mai mare, asemeni modelelor Canada (care însă aveau motoare de 1300 si 1400 cmc) probabil în ideea de a se.mări autonomia de deplasare. Modelul nu a prins la public așa bine, iar cei care le au achiziționat au facut o pe motiv că "aceea era disponibilă, o iei sau nu, cumpărători există " asta în vremurile în care pentru o Dacie se stătea și mai bine de 4 ani. În plus, se zice că au fost vândute la un preț mult mai mic, provocând pierderi, sau multe au stat în show room. Deoarece prețul lor era mai mic, au putut fi cumpărate și la jumătate de preț față de un model cu motor de 1400 cmc sau la un sfert mai puțin față de cel cu motor de 1300, dar și în aceste condiții, nu a fost atractiv. Puține motoare au supraviețuit până în anul 1990, majoritatea fiind modificate (convertite) la 1300 cmc și 54 cp.

### Dacia 1410
Dacia 1410 a fost introdusă spre sfârșitul anului 1984, ca o versiune derivată din recent lansata Dacia 1310, beneficiind de un motor preluat de la modelele Dacia Sport și Dacia 1304. Inițial, automobilul era echipat cu o cutie de viteze cu 4 trepte, însă la începutul anului 1985 a fost disponibilă și o variantă cu 5 trepte. Modelul venea cu o planșă de bord reproiectată, cu turometru și martori de presiune ulei, temperatură motor, încărcare baterie integrate, circuit adițional pentru proiectoare ceață, preechipare radio și două difuzoare în ușile față. De asemenea, era disponibilă pe acest motor din fabrică și aprindere electronică (modelele TLE), și în plus, jante late 5,5J X 13", cu anvelope 165/70R13 sau 175/70R13. Existau diverse variante, MS, MLS, TX, TLX, GTL, GTX (o serie foarte scurtă cu motorul de 1557 cmc 72 cp ce avea să echipeze mai târziu Dacia Nova), TLE (modele cu aprindere electronică și unele modele cu șoc automat).
Acest model avea să își continue cariera până la sfârșitul modelului Dacia derivat din Renault 12. Motorul de 1397 cmc este de origine Renault unde acest tip de motor fusese utilizat până în anul 2000 (modelele R 19 și 9 Broadway fabricate în Turcia, în Europa a fost montat ultima oară pe R 19 până în anul 1991). Acest motor se pare că a fost preluat de la Renault 18, deoarece imediat înainte de desfacerea contractului de licență cu Renault, s-au furnizat câteva kituri CKD Renault 18 pentru asamblare in România, model ce se dorea un înlocuitor al seriei 1300, dar s-a renunțat. Deși în mod normal ar fi trebuit să se numească 1410, multe modele cu motor de 1400 cmc purtau tot denumirea 1310. Noul motor, cuplat pe cutia cu 5 trepte, avea performanțe mult mai bune, viteza maximă fiind de aproape 150 km/h, un demaraj de circa 18 secunde 0-100 km/h (față de 20 secunde la motorul de 1289cmc). Motorul avea o putere de 65 cp/5500 rpm cu un cuplu de  102 nm /3300 rpm, fiind mai turat permitea o conducere mai sportivă, fiind și ceva mai economic decât cel de 1300 cc. 
Acest model, echipat cu un motor de 1400 cm³ și cutie de viteze în 5 trepte, s-a bucurat de o mare popularitate în anii ’80, fiind foarte dorit atât în România, cât și în alte țări din Europa de Est, precum Ungaria, Republica Democrată Germană, Cehia și Slovacia. Era perceput ca un automobil mai performant și mai modern, cu influențe occidentale datorită originii Renault, în contrast cu mașinile din blocul estic, considerate deja învechite moral. Modelul a rămas în producție până în 2004. Începând cu anul 1999, Dacia 1410 a fost echipată cu un sistem de injecție monopunct, dezvoltând 76 CP și un cuplu de 101 Nm. Totodată, a primit un catalizator care permitea respectarea normelor de poluare Euro 2.

### Dacia 1320
In anul 1987 este lansată și Dacia 1320, un derivat hatchback al modelului 1310. A fost echipată atât cu motor de 1300 cm³ cât si cu cel de 1400 cm³, cutiile de viteze atât în 4 cât și în 5 trepte. Masca farurilor a fost complet redesenată, cele 4 faruri rotunde fiind înlocuite cu 2 faruri dreptunghiulare. Mânerele exterioare ale ușilor au fost de asemenea, înlocuite de mânere cu un sistem cu clapetă, iar cele de la interior au fost și ele redesenate, acționarea făcându-se prin tragere spre interior, ca la majoritatea autoturismelor moderne. Fiecare ușă putea fi zăvorâtă și dezăvorâtă de la interior, de la butoanele dispuse imediat sub mânerele de deschidere.

## A treia generație (1991–1994)

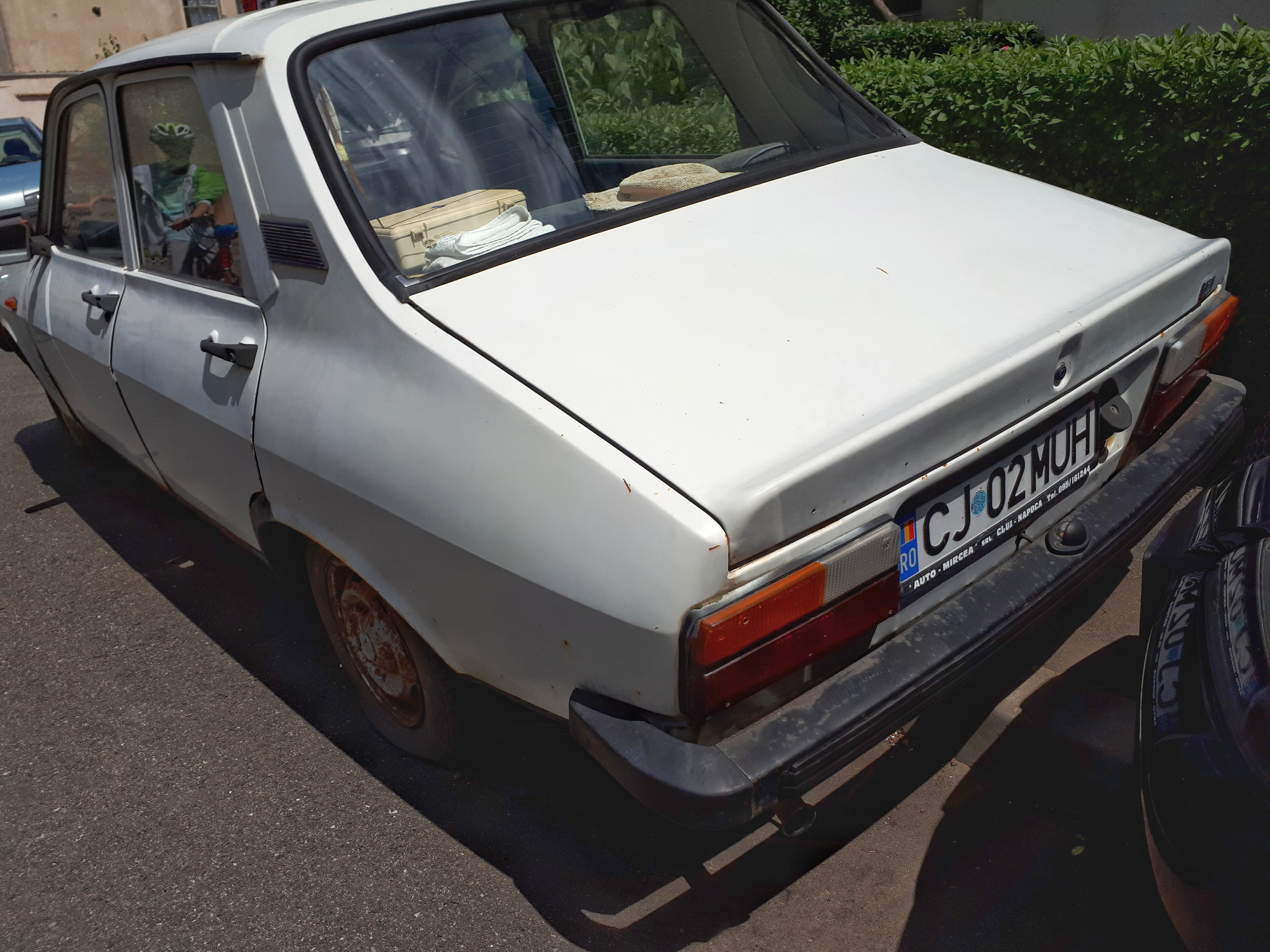
Dacia 1310 CN1 spate

A suferit mici restilizari , printre care putem enumera renunțarea la masca cu 4 faruri, ea fiind înlocuită cu masca cu 2 faruri dreptunghiulare preluată de la Dacia 1320, eleron încorporat în capota de portbagaj, element creat de către inginerul Ion Romică Sandu în anul 1990 și care a fost utilizat până la sfârșitul producției, bord de culoare gri închis dotat cu 2 prize de aer amplasate la marginea acestuia, bare din material plastic, și introducerea culorilor metalizate. În anul 1992, se renunța la motorul de 1289 cm³ si 54 CP și la cutia de viteze cu 4 trepte, si la sfârșitul anului 1994 este introdus un motor de 1557 cm³ și 73 CP. Atât variantele Break, hatchback si utilitare suferă aceleași modificari, în afară de capota cu eleron încorporat. De asemenea dispare varianta Canada. Sunt făcute diferite prototipuri bazate pe Dacia 1310/1410. Cutia de viteze in 4 trepte mai rămâne până în anul 1997 pe varianta pickup cu motor 1400 cm³.

### Dacia 1325
Tot în această perioadă este lansată și o variantă derivată, Dacia 1325, care înlocuiește Dacia 1320, și partea din spate este restilizată.

### Dacia 1410 Sport
Modelul Dacia 1410 Sport CN1 a fost prezentat pentru prima dată în anul 1989.

## A patra generație (1994–1995)
Spre deosebire de predecesorul CN1 aceasta venea cu o nouă capota (cu faruri adaptate pentru ea), o nouă grilă și bare de protecție din plastic, cu sau fără proiectoare de ceață.

## A cincea generație (1995–1999)
În 1995 modelul este restilizat din nou. Se introduc în serie jantele de 5,5Jx13. De acum, anvelopele 165/70R13 sunt standard, deși unele modele de 1557 cm³ au fost echipate și cu 175/70R13. În anul 1998 la sfârșit este introdus și motorul de 1557 cm³ cu injecție de benzină si 71 CP, preluat de la Dacia Nova. În anul 1999 la sfârșit apare și varianta de 1400 cm³ și 60 CP cu injecție. Se introduc codurile : L care înseamnă berlina cu motor de 1400 cm³, T care înseamnă berlina cu motor de 1600 cm³. Pentru varianta break, se adoptă notații CL si CT. La variantele cu injecție se adoptă Li, Ti, CLi, CTi. În anul 1997 este prezentata o variantă pickup și o variantă break cu motor Peugeot de 1905 cm³ si 71 CP. În anul 1999 se lansează varianta 4x4 a versiunilor pick-up. În anul 1996, datorită unui succes limitat, inceteaza producția modelului Dacia 1325.

## A șasea generație (1999–2004)

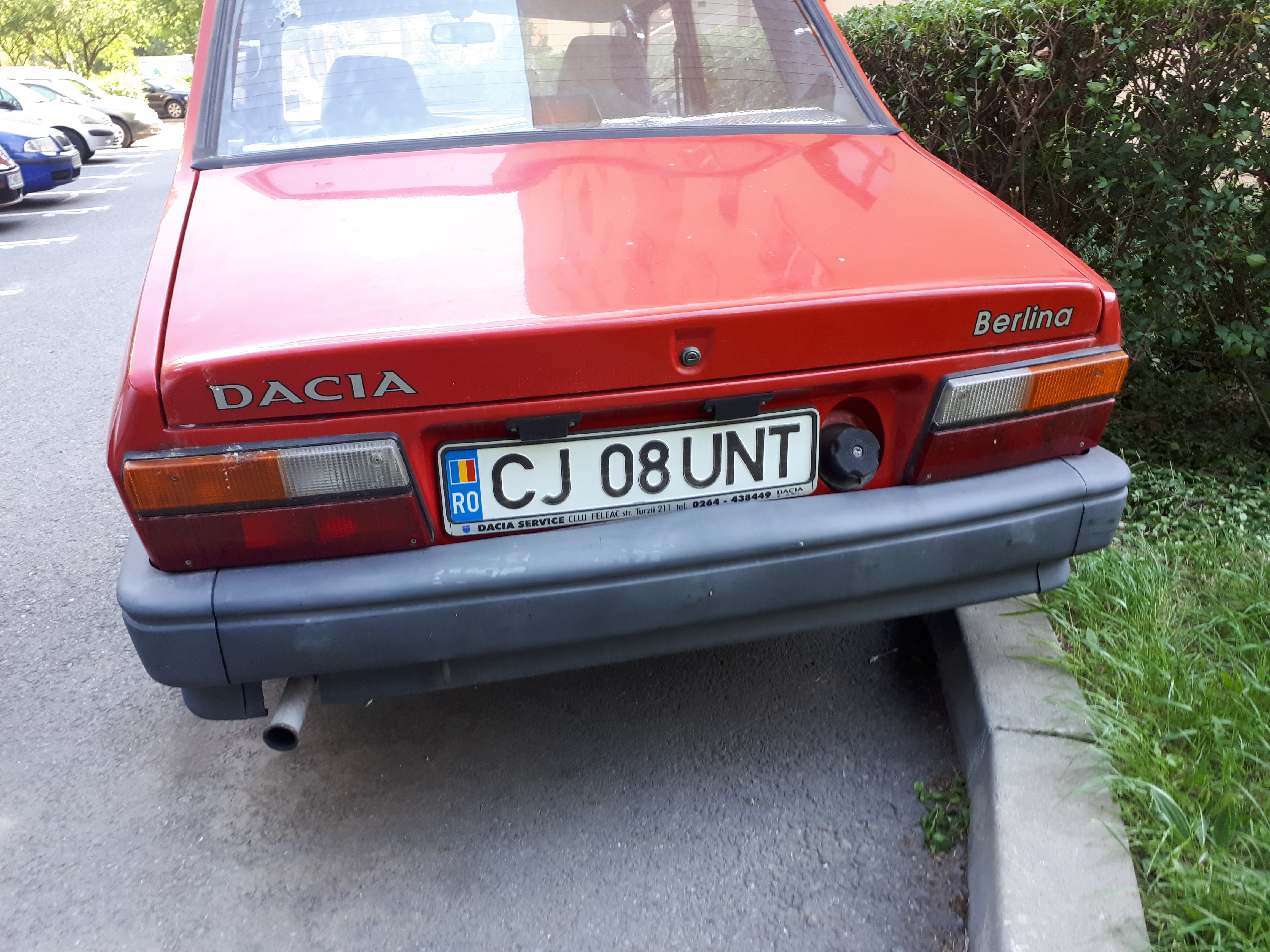
Dacia 1310 CN4 spate (1999-2004)

În anul 1999, a fost restilizată o ultimă oară, folosindu-se nivelul de echipare CN4. Acesta dispunea de faruri ce aveau la exterior o nouă formă, care păstra reflectorul dreptunghiular de la modelul CN2-CN3, dar care era acoperit de capotă și de noua mască. De asemenea, mânerele exterioare ale ușilor au fost înlocuite cu cele de la Dacia Nova.

### Dacia Dedicație

Dacia 1310 Break „Dedicație” din 2001

În anul 2001 este lansată o serie specială „Dedicație”. Aceasta are 2 nuanțe de gri ca și scheme de vopsire și doar 900 de exemplare (adunat, berlină și break) au fost produse.

### Istoric
Este schimbat in anul 2002 stilul etichetelor exterioare și insigna (stilul de scriere). În anul 2001 apare Dacia Pick-Up cu motor de 1900 cm³, 63 CP, de la Renault. În anul 2004, producția versiunilor Berlina si Break încetează, în luna septembrie. Din 2002, Dacia 1310 își schimbă numele în BERLINA, respectiv BREAK, numele 1310 fiind abandonat. Datorită lansării pe piață a modelului SupeRNova, în special versiunea Europa, vânzările modelului Berlina au scăzut considerabil, deoarece prețurile celor două erau comparabile , o variantă Dacia SupeRNova Europa având prețul unei Berline dacă se preda la schimb și o "rabla" (Dacia a fost inițiator al acestui program de înnoire a parcului auto în anul 2000, pentru a se reduce numărul foarte mare de mașini vechi și în stare precară din România, atât aduse din afară cât și de fabricație autohtonă), astfel , începând cu anul 2001, Dacia berlina începe a fi produsă în cadență. Totuși, vânzările încă mai erau destul de bune, însă au scăzut, fiind cumpărate mai mult de către firme și companii de taxi și școli de șoferi. Modelul Break însă a continuat să aibă vânzări bune până la sfârșitul modelului.
Începând cu anul 2002, modelul Dacia 1304 Pick-Up a fost disponibil și cu instalație de aer condiționat, însă doar în varianta pe benzină de 1,6 litri, echipată cu aprindere electronică.
Până în anul 2006 mai rămân în producție doar variantele pickup, care se bucură de cerere în continuare. În luna decembrie a anului 2006 este retrasă din producție și Dacia Pick-Up (toate versiunile).

## Prototipuri si modele speciale

### Facelift 1985
În anul 1985, Uzina de Automobile Pitești a propus un facelift pentru modelul Dacia 1310, caracterizat printr-un profil mai aerodinamic, obținut prin introducerea haionului și a unor faruri noi. Totuși, această versiune nu a fost aprobată pentru producție, iar următorul facelift oficial implementat pentru Dacia 1310 a fost varianta CN1.

### Dacia 1310 M
În 1979, în cadrul expoziției EREN din București, adică "Expoziția Realizărilor Economiei Naționale", a fost lansat modelul Dacia 1310 M, un automobil construit pentru un singur scop: reducerea consumului de benzină. Mașina a fost realizată la Pitești de către un colectiv de ingineri pricepuți, specializați pe proiecte speciale, fiind dotată cu motor de 1289 cmc, cel de pe Dacia 1300 și 1310 normală. Motorul producea tot 56 cp, că mașina de serie. Motorul funcționa cu benzină și metanol, stocate în rezervoare separate, "întâlnirea" având loc în camera de amestec a carburatorului. În plus față de o mașină normală, Dacia 1310 M avea un rezervor suplimentar dotat cu pompă electrică pentru admisia și refularea acestuia și o modificare a carburatorului: o camera de nivel constant, suplimentară, ce alimentează camera de amestec.
Se pare că la acea vreme, prețul benzinei era mai mare decât cel al metanolului. Așa că cei de la fabrică au reglat carburatorul astfel încât să consume mai mult metanol decât benzină. Consumul anunțat de inginerii Dacia era: 1.9 l de benzină + 4.3 l metanol la o viteză de 40 km/h, 2.5 l benzină + 5.4 l metanol la 60 km/h, 4 l benzină + 6.25 l metanol la 100 km/h și 5.8 l benzină + 6.5 l metanol la 120 km/h. Prin urmare, numele 1310 M vine de la Metanol.

### Dacia 1410 Economic
În cadrul Târgului Internațional București din 1981, Dacia a prezentat modelul Dacia 1410 Economic, un automobil cu motor de 1397 cmc care producea o putere de 55 cp. Acest model se remarcă printr-un economizor electronic de carburant montat pe carburator. Acesta făcea arderea mai bună, scăzând consumul. În plus, mai beneficia de un carburator-prototip special, pe care inginerii români l-au fabricat luându-se după planurile unui carburator Weber de la un model Ford. Însă în rest, mașina era un 1310 obișnuit pentru acea vreme, cu elemente de Dacia 1300, dar dotat cu radio, scaune cu tetiere, ștergătoare cu 3 viteze și cutie manuală în 5 raporturi.

## Galerie foto

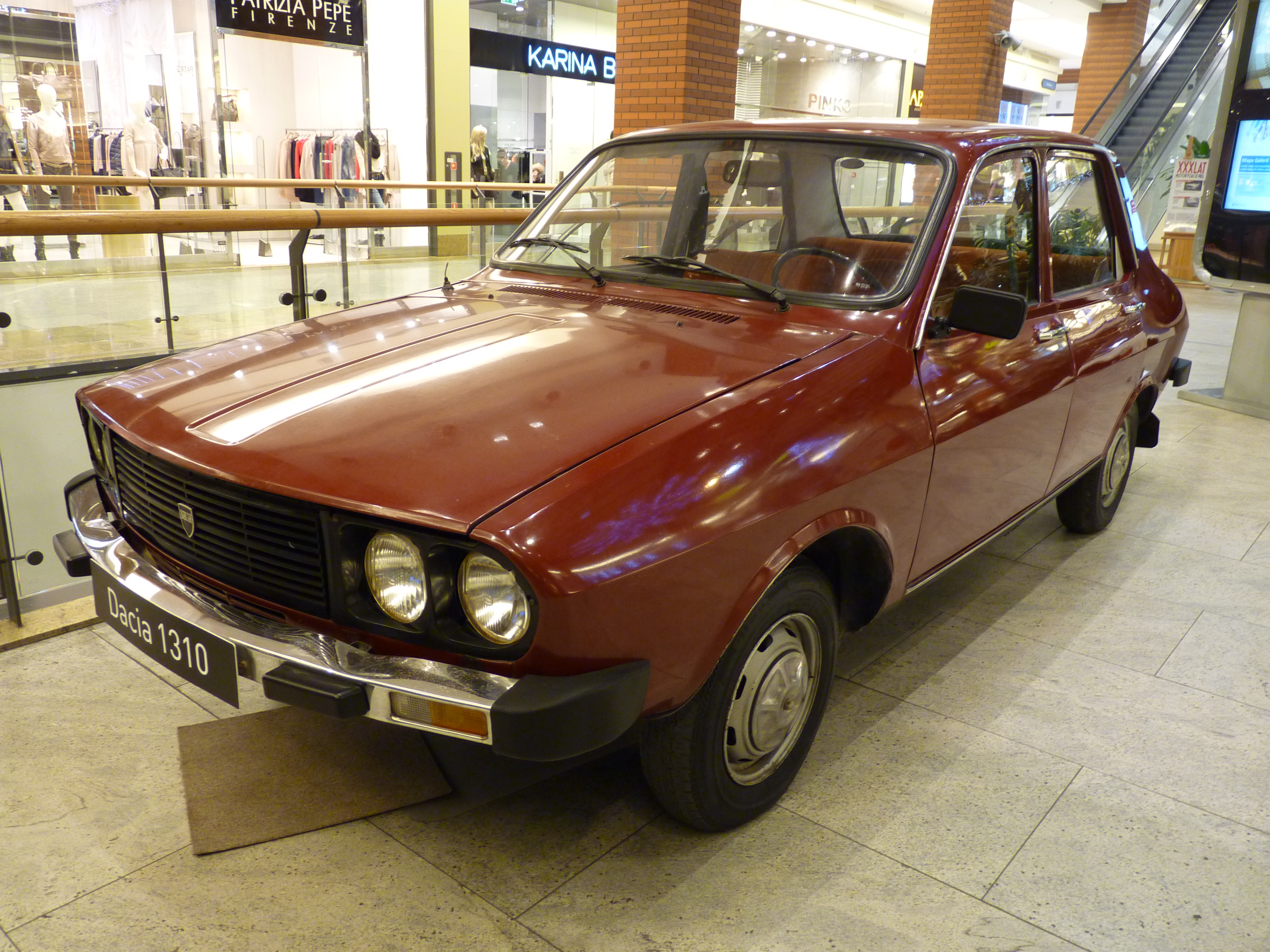
Dacia 1310 (1979-1984)
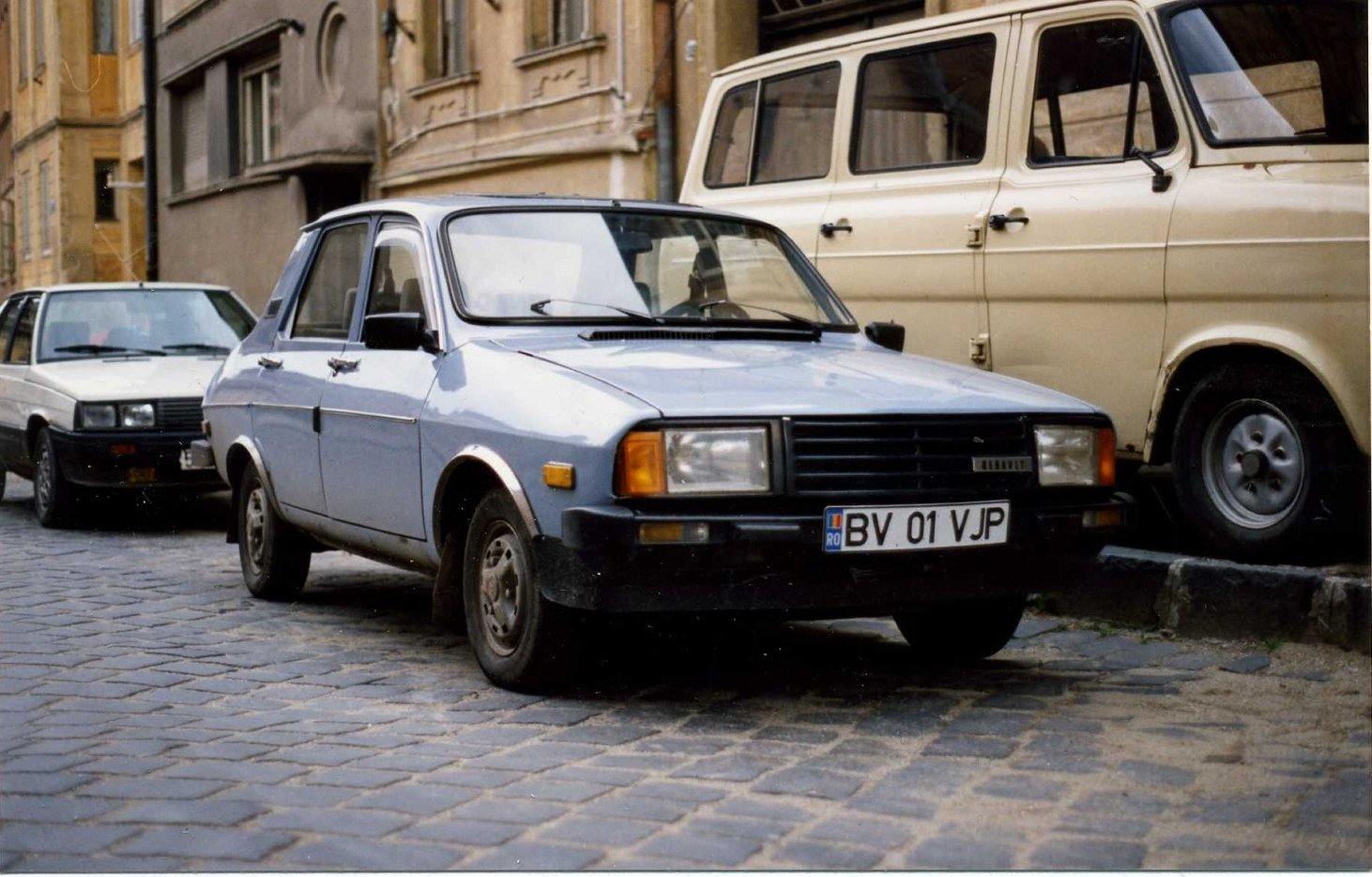
Dacia 1310 CN1 (1990-1994)
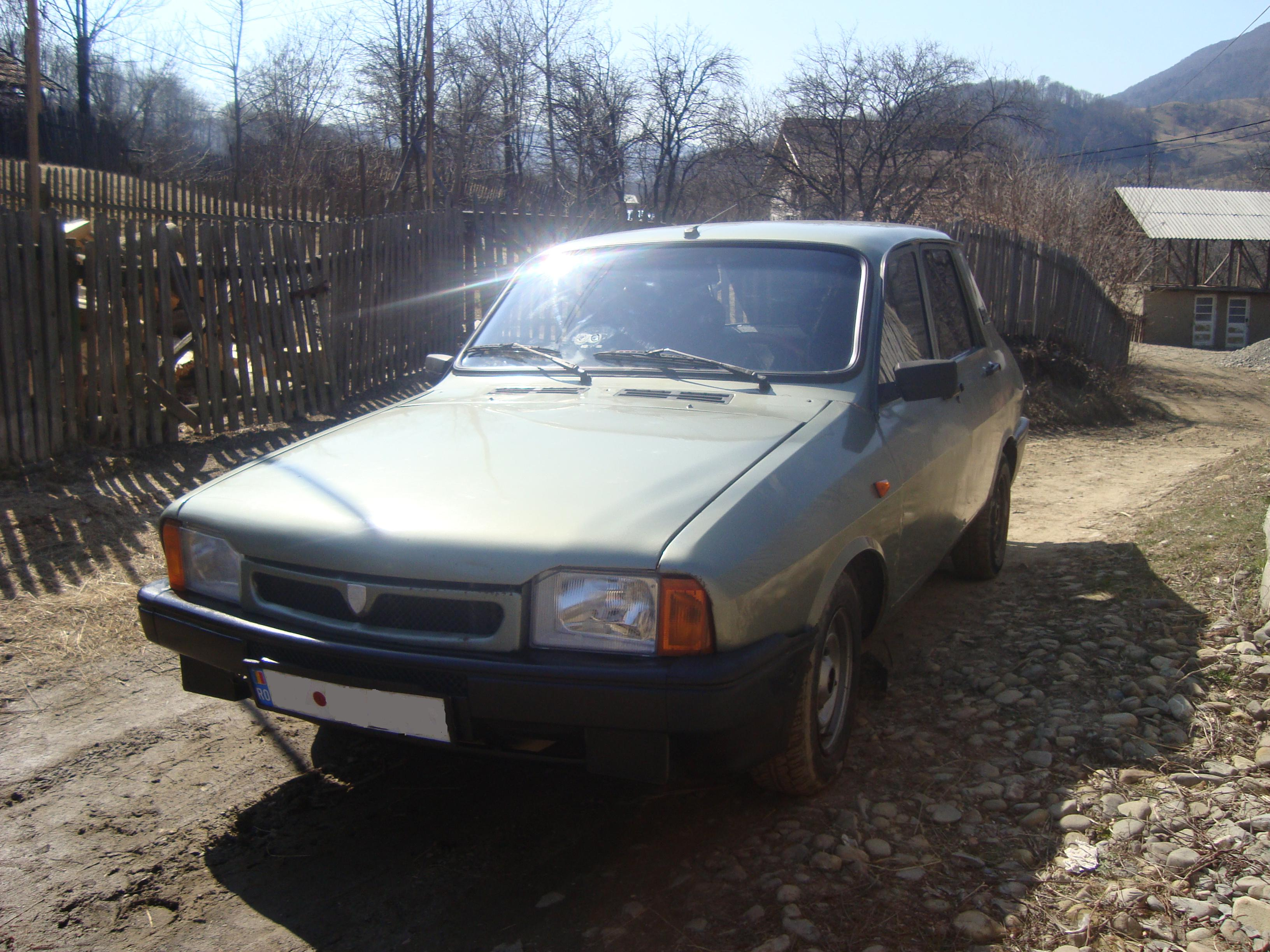
Dacia 1310 (1994-1999)
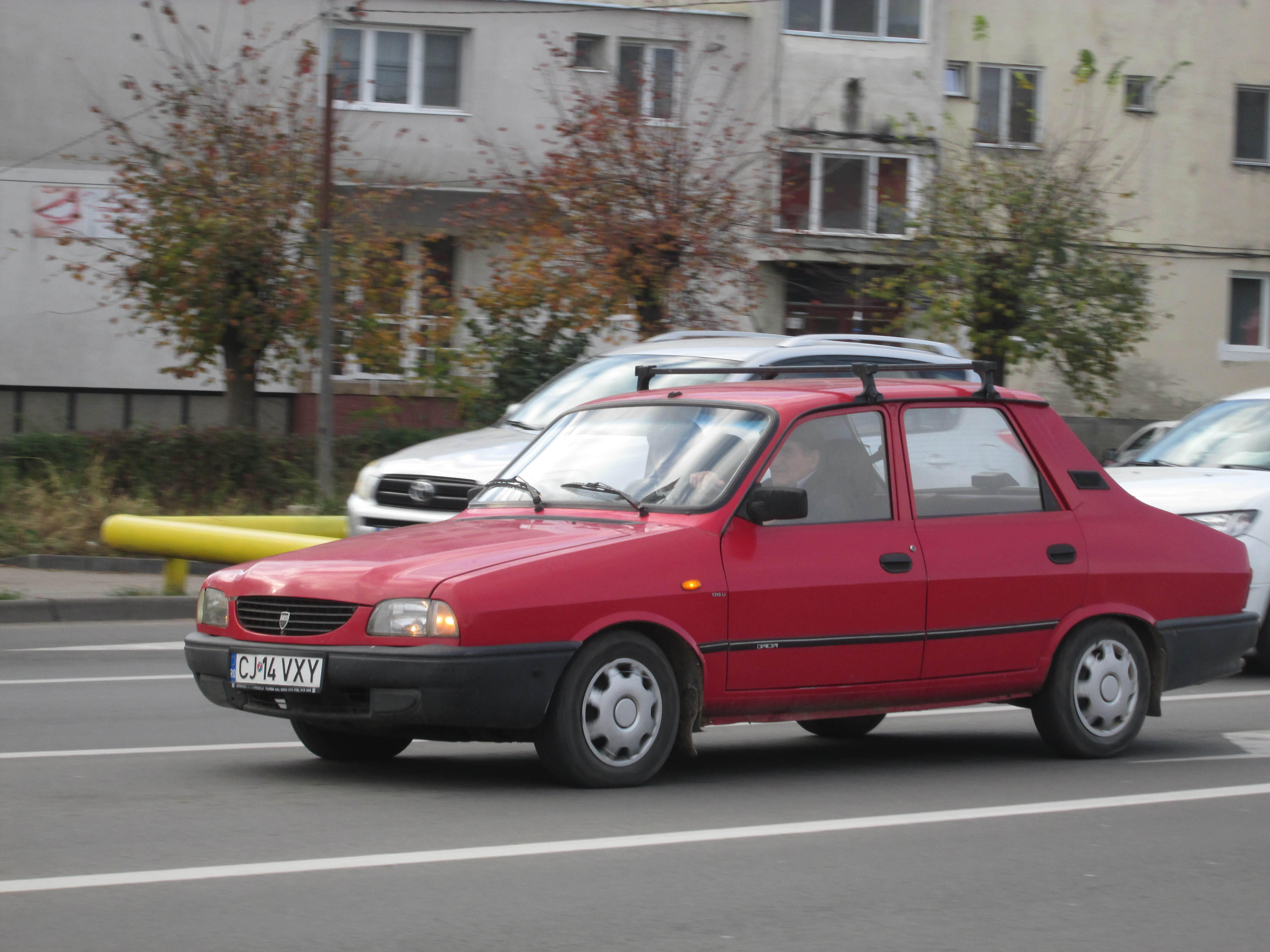
Dacia 1310 (1999-2004)